# Papp János (népművelő)
Papp János (Kaposvár, 1958. április 11.– Hosszúhetény, 2024. március 22.) magyar tanár, népművelő, a Hosszúhetényi Nemes János Művelődési Központ igazgatója, a Hosszúhetényi Hagyományőrző Egyesület elnöke, a Hosszúhetényi Hagyományőrző Népi Együttes vezetője, a Muharay Elemér Népművészeti Szövetség elnökségi tagja.

## Életpályája
Somogy megyéből, Kuntelepről  származik. A Pécsi Janus Pannonius Tudományegyetemen szerezte biológia-testnevelés szakos tanári diplomáját 1982-ben, 1989-ben pedig népművelés szakos felsőfokú végzettségét. Főiskolai évei alatt a Baranya Táncegyüttes táncosa volt, 2007-ben a Budapesti Műszaki és Gazdaságtudományi Egyetemen közoktatási vezető diplomát szerzett.
Általános iskolai tanárként 1982-ben, Lábodon helyezkedett el. Ez idő alatt végezte el a C kategóriás néptánc oktatói tanfolyamot Szekszárdon. 1987-től Hosszúhetényben közművelődési igazgató helyettesként dolgozott. Ettől kezdve Hosszúhetényben aktív közéleti tevékenységet folytat. A rendszerváltás óta tagja a helyi képviselő testületnek. 1987 óta tagja, 1993 óta pedig vezetője a Hosszúhetényi Népi Együttesnek. Testnevelő tanárként több éven át edzette a helyi fiú kézilabda csapatokat. Nős, házasságából három leány gyermeke született.

## A művelődési központ igazgatójaként
A Hosszúhetényi Nemes János Művelődési Központ vezetőjeként a falu kulturális és közösségi életének meghatározó alakja.
Ötletgazdája és főszervezője a 2001 óta évente megrendezett Hetényi Talicskaolimpia rendezvénysorozatnak.
Közreműködésével valósította meg Jegenyés János 2008-ban a kelet-mecseki huták üveges hagyatékának emléket állító üvegművességet bemutató állandó kiállítást Hosszúhetényben, valamint azóta évenként megrendezésre kerülnek az Üveges Hétvégék a környező, témában érintett településekkel.

## A népi együttes vezetőjeként
Az együttes vezetését 1993-ban vette át Kaszás Jánostól. Vezetése alatt az együttes a Néptáncosok Országos Bemutató Színpadán háromszor "kiválóan minősült" elismerésben részesült, ezáltal elnyerve az Örökösen Kiváló Együttes címet. 2007 óta jelenik meg gondozásában a Múltmentő, a hagyományőrző egyesület kiadványa.
Az együttes számára készített hagyományőrző koreográfiái:
- Hosszúhetényi lakodalmas
- Hajnaltájban – lakodalmi játék
- Mikor engöm vizitáltak…
- Bárcsak mindig…

## Díjai, elismerései
- Hosszúhetényért kitüntető díj 1998 (Hosszúhetény Község Önkormányzata adományozásában)[8]
- Lemle Géza-díj 2009 (Magyar Népművelők Egyesülete Baranya Megyei Szervezete adományozásában)

## Publikációk, kiadványok
- Élő emberi örökség. Egy falusi hagyományőrző együttes története[2]
- Élő emberi örökség (2015) Új fejezet a Hosszúhetényi Népi együttes életében – in: Múltringató. Hosszúhetény. Képes olvasókönyv; Hosszúhetény, 2015, Hosszúhetény Község Önkormányzatának kiadásában, ISBN 978-615-5497-25-4
- sorozatszerkesztő: Hosszúhetényi Honismereti Füzetek, Kiadó: Nemes János ÁMK, Hosszúhetény, ISSN 1416-7638
- felelős kiadó: Dr. Várnai Ferenc (szerk.): Nagyhetény de be van kerítve, 70 hosszúhetényi népdal; Hosszúhetény, 2013. (második, javított kiadás) SMN 979-0-801659-48-4, a Hosszúhetényi Hagyományörző Egyesület kiadványa
- szerkesztő bizottsági tag: Zengő, A Hosszúhetényi Önkormányzat Lapja, kiadó: Hosszúhetény Község Önkormányzata, felelős szerkesztő: Dr. Müller Zsuzsanna
- Múltmentő, A Hosszúhetényi Hagyományörző Egyesület kiadványa, megjelenik 2007 óta évente